# 維景灣畔
維景灣畔（英語：Ocean Shores）是香港將軍澳新市鎮調景嶺的一個臨海住宅項目，由王董建築師事務設計，新輝建築及金門建築承建。維景灣畔分為三期共有15座，合共提供5,728個住宅單位。發展商為太古地產與新鴻基地產，屋苑管理由新鴻基地產旗下的啟勝管理服務負責。

## 簡介
維景灣畔地段屬新界西貢區調景嶺，屋苑前身為紹榮鋼鐵廠。太古地產與新鴻基地產合作，以各佔一半權益的方式，在1997年以127億元收購調景嶺紹榮鋼鐵的地皮，及後再就地皮補價58億元，總投資額達250億元。以可建樓面約400萬方呎計算，每呎發展成本約6,000元。屋苑佔地逾500,000平方呎，三期共建15座住宅，提供逾5,000個單位。大廈以單列排開的設計。屋苑設有住客會所、水上樂園、園藝花園及兒童遊樂設施等。住戶車輛亦可經澳景路離開將軍澳區直達油塘並前往東區海底隧道及九龍市區，而無需使用將軍澳隧道。

## 購物
維景灣畔三期有一個約3.3萬方呎小型商場，設有診所、美容院、洗衣店及補習學校等。維景灣畔居民多到附近商場購物，例如都會駅、彩明商場和將軍澳市中心。
商場早年由發展商拆售，先後曾數度轉手，其中，王夏陽於2013年3月以1.48億元購入上述商場樓面，呎價5,230元，現分成13個舖位出租，回報約6厘。
2013年11月維景灣畔Fusion新店開幕，位於第一期商場LG1層，現已結業。2023年於同一位置開設U-Select。

## 交通
屋苑設有專用有蓋行人天橋連接港鐵調景嶺站及其上蓋的都會駅商場，居民主要利用港鐵進出。由於調景嶺站是康城站往北角站專列途經車站、亦是將軍澳綫及觀塘綫的轉車站，因此不論由該站前往港島綫、觀塘綫及將軍澳綫各站皆十分方便。唯最遠端的維景灣畔一期居民須步行10分鐘前往調景嶺站。
駕駛者可由藍田碧雲道經澳景路或由調景嶺翠嶺路進出屋苑私家路。但若非登記停泊於屋苑的車輛，必須使用進入屋苑時的同一組閘口駛離，不可通過屋苑私家路前往另一閘口離場。
巴士乘客可於調景嶺站巴士總站或附近乘搭巴士直接往返西灣河至小西灣一帶、九龍城區、旺角、深水埗、佐敦、尖沙咀、沙田市中心、火炭、黃大仙、葵涌、荃灣、東涌及機場。
小巴乘客可於調景嶺巴士總站乘搭小巴直達九龍灣商貿區及九龍城。

## 環境
屋苑建於沿岸位置，景色優美，自成一角，居住環境清靜。鄰近海濱長廊，動靜皆宜。

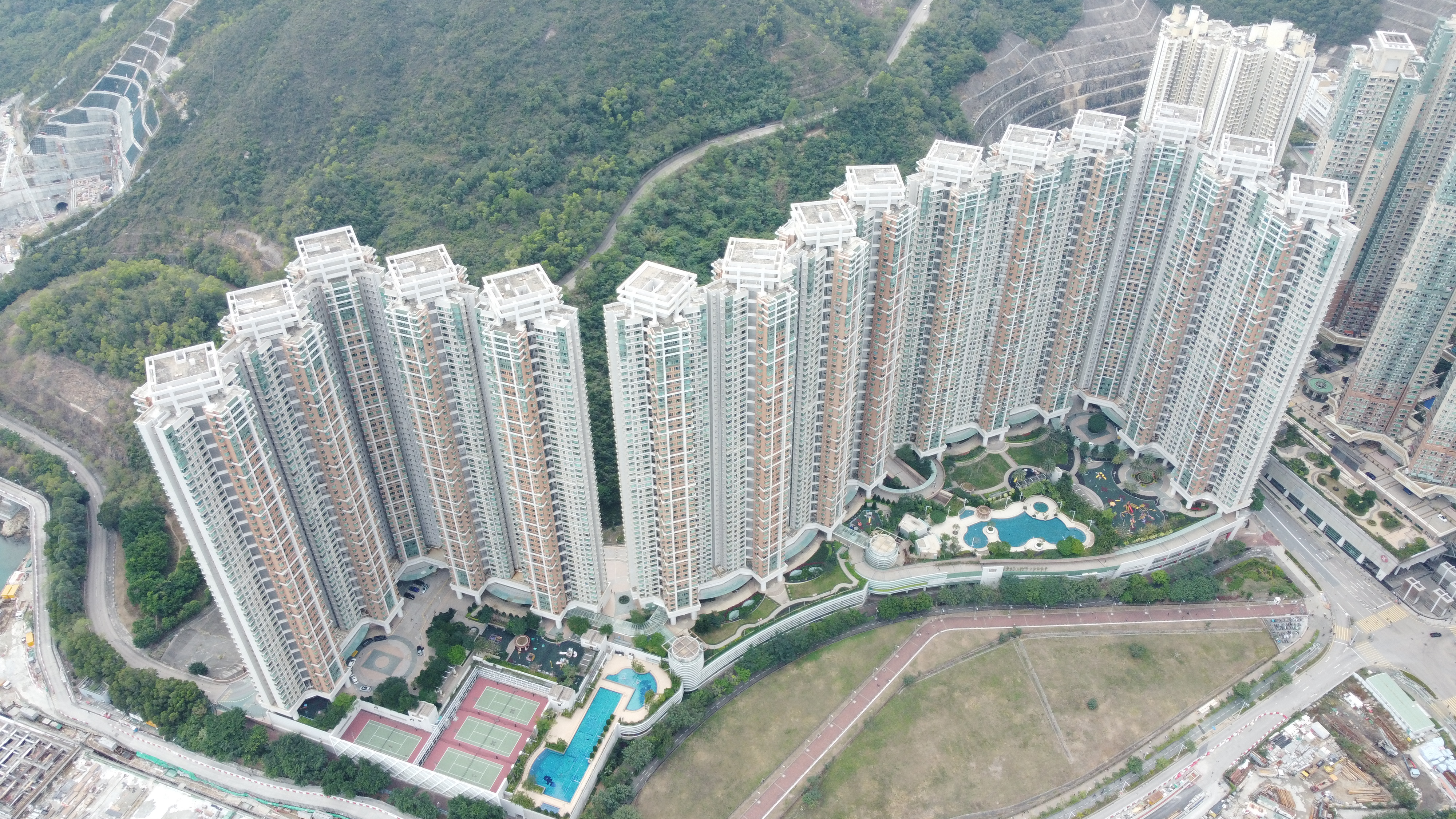
航拍角度的維景灣畔（2022年1月）
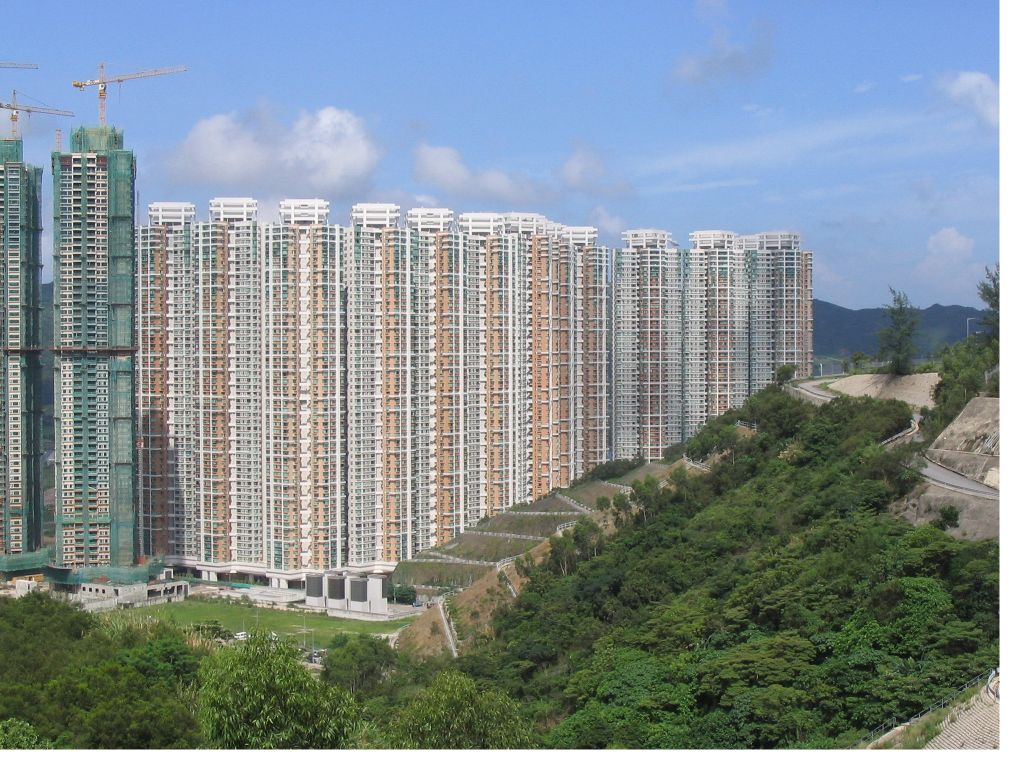
屋苑西北面（2005年6月）

## 治安
保安非常嚴格，管理公司盡責查核探訪者身份，有效杜絕不明外來人士。

## 廣告特色
在維景灣畔各期推出之時，由於單位由太古地產及新鴻基地產合資興建，廣告上都刻意強調這特別的關係，例如利用攣生幼兒作為廣告角色，並加上大量疊字，如：合合拍拍、便便利利之類。

## 居住名人
- 龔嘉欣[4][5][6]
- 湯怡[7]
- 麥秋成[8]
- 錢佩卿
- 鄭迎熹

## 外部連結
- 維景灣伴 - 維景灣畔業主社群： http://www.hkoceanshores.net/ （页面存档备份，存于）

22°18′11″N 114°15′10″E / 22.3031707°N 114.2527951°E